# ヴェンダース (潜水艦)
ヴェンダース (USS Vendace, SS-430) は、アメリカ海軍の潜水艦。バラオ級潜水艦の一隻。艦名はヨーロッパ全土に生息するサケ科シロマス属淡水魚の一種モトコクチマスの通称ヴェンダースに因む。
ヴェンダースの建造はペンシルベニア州フィラデルフィアのウィリアム・クランプ・アンド・サンズ社で起工されたが、1944年7月29日に建造キャンセルされた。